# Diri jezik
Diri jezik (ISO 639-3: dwa; diriya, dirya, diryawa), afrazijski jezik zapadnočadske skupine, kojim govori oko 7 200 ljudi (2000) iz plemena Diriyawa u nigerijskoj državi Bauchi u LGA Ningi i Darazo.
Diri s još 9 jezika pripada podskupini B.2. sjevernih bauchi jezika.

## Vanjske poveznice
- Ethnologue (14th)
- Ethnologue (15th)